# Тьма (адміністративна одиниця)
Тьма - найбільша адміністративно-територіальна одиниця Золотої Орди на руських землях. Вся територія була поділена на три "тьми".
Тьма — давньоруська назва військового з’єднання кількістю 10 тис. воїнів, а також адміністративно-територіальної одиниці у складі Золотої Орди.
Слово «тьма» у значенні «десять тисяч, незліченна множина» щодо кількості людей засвідчене в давньоруських писемних пам’ятках від 11 ст. (Ізборник 1073, Іпатіївський літопис під 6668/1160).
Термін вважають калькою з тюркського thmen, адже десяткова організація війська з найбільшою одиницею в 10 тис. була традиційною у степових імперіях; її існування в імперії гунів/сюнну засвідчив китайський історик Сима Цянь, хоч у додержавних спільнот Східної Європи — печенігів та половців — вона не засвідчена.
Значення військової та адміністративно-територіальної одиниці термін «тьма» набув завдяки запровадженому в Монгольській імперії десятковому адміністративно-територіальному поділу, що був поширений на територію Русі. Перша згадка про це зустрічається в Лаврентіївському літописі під 6759/1257.
У початковий період Золотої Орди Т. означала найбільшу адміністративно-територіальну одиницю, яка номінально утримувала військо чисельністю 10 тис. воїнів. Правителі тем називалися тумен-беками, а давньоруською — темниками.
Т. мала високий ступінь адміністративної, воєнної та фіскальної автономії, що давало підстави арабським сучасникам називати правителя Т. еміром (самостійний, але не суверенний правитель) та наїбом (губернатор, буквально «намісник володаря»).
Під кінець існування Золотої Орди у складі улусів було засвідчене виділення менших адміністративно-територіально-фіскальних одиниць, які теж називалися «тьмами». Назва однієї з них, включаючи власне ім’я — «Сараєва сина Яголдая тьма» (див. Яголдай Сарайович), змушує вбачати в ній персональне пожалування, що логічно з огляду на фінансову автономію Т. Назви інших були утворені за назвами міст, що за тогочасними степовими уявленнями «в кожного міста є округа/волость» могло означати більш-менш усталену округу/волость, яка називалася «іль» і звичайно отримувала назву міста, котре було її економічним та, як правило, адміністративним центром.

Таким було значення терміна «іль» («зібравши виходи з підлеглих мені ілів») у ярлику золотоординського хана Тохтамиша польському королю Владиславу II Ягайлу від 19 травня 1393 / 8 реджеба 795 гіджри, що був першим відомим прецедентом поступки золотоординських та кримських ханів фактично вже втраченими територіями польським, литовським та московським правителям (див. Ярлики ханські на українські землі). Практика відкупу податків з певних територій, відома в Золотій Орді з кінця 13 ст. у зв’язку з баскаком Ахматом, який контролював податки Курського князівства, дає підстави вбачати у пізньому терміні «тьма» сталі адміністративно-фіскальні округи під управлінням баскаків та даруг.

На користь цього свідчить посилання на Курську Т. в перекладах відступних кримських ярликів.

До правобережжя Дніпра ярлики відносили тьми Київську, Володимирську, Великого Луцька, Смоленську, Подільську, Кам’янецьку, Брацлавську і Сокальську, а до лівобережжя — Чернігівську та Яголдая Сарайовича. З перекладу ярлика кримського хана Сагіба Ґерея I королю польському і великому князю литовському Сигізмунду I Старому (1540) можна зрозуміти, що у складі Луцької, Подільської та Сокальської тем було кілька менших округ-тем.
Слід зважати, однак, що в сенсі округи/волості термін «тьма» відомий лише з ярлика кримського хана Менглі Ґерея I (1 липня 1507/ 21 сафара 913 гіджри), коли Золотої Орди вже не існувало, тоді як раніші аналогічні акти цей термін не вживають. Лише свідчення з інших улусів Монгольської імперії (за Ібн Арабшагом у провінції (вілаєті) Самарканд наприкінці 14 ст. існувало сім Т.) дають підстави не виключати цю практику для Золотої Орди.